# 布雷斯 (维埃纳省)
布雷斯（法語：Bouresse，法語發音：[buʁɛs]）是法国新阿基坦大区维埃纳省的一个市镇，位于该省中南部偏东，属于蒙莫里永区。

## 地理
布雷斯（46°21'41"N, 0°36'31"E）面积36.62 平方千米，位于法国新阿基坦大区维埃纳省，该省份为法国中西部省份，北起曼恩-卢瓦尔省和安德尔-卢瓦尔省，西接德塞夫勒省，南至夏朗德省，东南接上维埃纳省，东临安德尔省。
与布雷斯接壤的市镇（或旧市镇、城区）包括：布里永、古埃克斯、马兹罗勒、科村、圣洛朗德茹尔德、圣瑟孔丹、于松迪普瓦图、韦里耶尔。

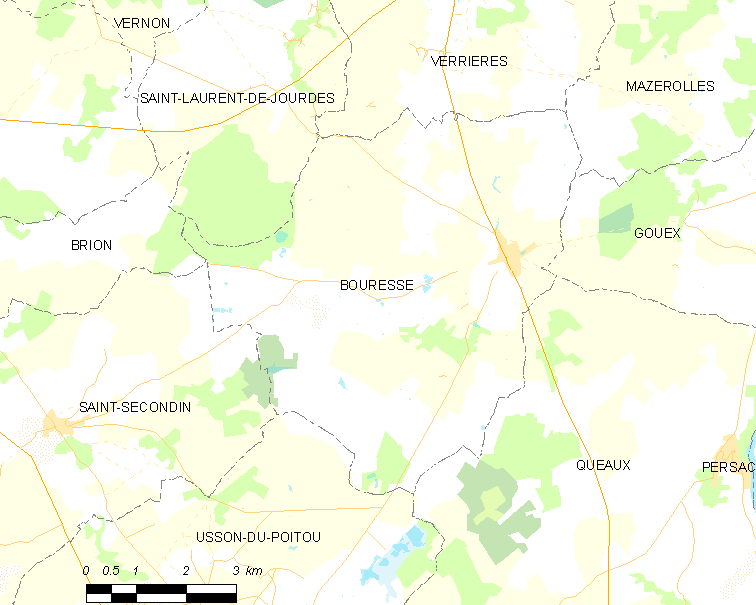
的OSM定位图

布雷斯的时区为UTC+01:00、UTC+02:00（夏令时）。

## 行政
布雷斯的邮政编码为86410，INSEE市镇编码为86034。

## 政治
布雷斯所属的省级选区为吕萨克堡县。

## 人口

1962-2008年间人口变化图示

布雷斯于2022年1月1日时的人口数量为623人。